# Berta Drews
Pour les articles homonymes, voir Drews.
Berta Helene Drews, née à Berlin-Tempelhof le 19 novembre 1901 et morte à Berlin le 10 avril 1987 , est une actrice allemande.

## Biographie
Berta Drews était mariée à l'acteur Heinrich George. Le couple a eu deux fils, Jan et Götz, qui est aussi devenu acteur.

## Filmographie
- 1933 : Schleppzug M 17 de Heinrich George et Werner Hochbaum
- 1933 : Le Jeune Hitlérien Quex de Hans Steinhoff
- 1936 : L'Empereur de Californie de Luis Trenker
- 1942 : L'Implacable Destin de Paul Verhoeven
- 1953 : Ave Maria d'Alfred Braun
- 1958 : Ça s'est passé en plein jour de Ladislas Vajda
- 1979 : Le Tambour de Volker Schlöndorff : Anna Koljaiczek (âgée)